# آل يفر
آل يفر (بالإنجليزية: Al Weaver)‏ هو ممثل بريطاني، ولد في 1981 في المملكة المتحدة.

## أعمال

### أفلام
- (2005) هلاك[2]
- (2006) ماري أنطوانيت[3]

## وصلات خارجية
- آل يفر على موقع IMDb (الإنجليزية)
- آل يفر على موقع قاعدة بيانات الفيلم (الإنجليزية)